# Морозюк Георгій Іванович
Георгій Іванович Морозюк (нар. 15 квітня 1944, с.Ступно, нині Здолбунівський район, Рівненська область — 19 листопада 2021, Рівне) — радянський і український актор театру та кіно. Народний артист України (1993). Актор Рівненського обласного академічного музично-драматичного театру.
Помер 19 листопада 2021 року у м. Рівне через тяжкий перебіг хвороби.

## Життєпис
Георгій Морозюк народився 15 квітня 1944 року в селі Ступно, нині Здолбунівський район, Рівненська область. Був шостою дитиною у багатодітній сім'ї. У 13 років втратив батька.
Навчався у Ступнівській десятирічній школі. Після закінчення школи та служби в армії Георгій Морозюк вступає до Київської театральної студії театру ім. Івана Франка. В студентські роки в Києві знімається в одному із фільмів режисера Гайдая. Відтоді й почалося його професійне акторське життя.
Ще будучи школярем виступав на районних і обласних сценах, де проводились різноманітні конкурси і огляди.
З 1967 по 1997 рік працює актором Львівського обласного драматичного театру в Дрогобичі, де зіграв сотні ролей як і української, так і зарубіжної класичної драматургії.
У 1993 році отримує звання народного артиста України.
З 1997 року працює на сцені Рівненського обласного академічного музично-драматичного театру разом із своєю дружиною Емілією.
Окрім театру Георгій Морозюк знімається і у кіно. Його популярність, як кіноактора, почалася із фільму режисера Володимира Денисенка «Високий перевал» (1982), де він грав роль негативного персонажа Юзя. Знімався у фільмах відомих режисерів Миколи Мащенка та Юрія Іллєнка.
Помер 19 листопада 2021 року у Рівному.

## Фільмографія
| Рік  |   | Українська назва                    | Оригінальна назва       | Роль                             |
| ---- | - | ----------------------------------- | ----------------------- | -------------------------------- |
| 1978 | ф | Спокута чужих гріхів                |                         | брат Ігнатій                     |
| 1982 | ф | Високий перевал                     |                         | Юзьо                             |
| 1983 | ф | Легенда про княгиню Ольгу           |                         | гонець Вівера                    |
| 1983 | ф | Легенда про безсмертя               |                         | контррозвідник                   |
| 1988 | ф | Загибель богів                      |                         | короткометражний фільм           |
| 1989 | ф | Савраска                            |                         | редактор                         |
| 1990 | ф | Українська вендета                  |                         | Корній                           |
| 1990 | ф | Меланхолічний вальс                 |                         | дядько Софії                     |
| 1991 | ф | Голод-33                            |                         | Мирон Катранник, головна роль    |
| 1991 | ф | Нам дзвони не грали коли ми вмирали |                         | епізод                           |
| 1992 | ф | Вінчання зі смертю                  |                         | священик                         |
| 1992 | ф | Гра всерйоз                         |                         | Трофимич                         |
| 1993 | ф | Гетьманські клейноди                |                         | Телеп                            |
| 1993 | ф | Золоте курча                        |                         | Вовк Вова, поет і музикант       |
| 1996 | ф | Страчені світанки                   |                         | Василенко, головна роль          |
| 1999 | ф | Як гартувалась сталь                | кит.: 钢铁是怎样炼成的  | командарм                        |
| 2000 | ф | Нескорений                          |                         | Голуб, станичний ОУН             |
| 2000 | ф | Чорна рада                          |                         | Петро Сердюк, запорожець         |
| 2004 | ф | Залізна сотня                       |                         | селянин                          |
| 2004 | ф | Украдене щастя                      |                         | епізод                           |
| 2006 | ф | Богдан-Зиновій Хмельницький         |                         | Воронченко, козачий полковник    |
| 2007 | ф | Добрий день, Вам                    | рос. Здравствуйте, Вам! | Георгій Вікторович, батько Ганни |
| 2008 | ф | Владика Андрей                      |                         | епізод                           |